# Vesicularia paranahybae
Vesicularia paranahybae är en bladmossart som beskrevs av C. Müller 1901. Vesicularia paranahybae ingår i släktet Vesicularia och familjen Hypnaceae. Inga underarter finns listade i Catalogue of Life.